# Draft de la NBA Development League de 2014
El Draft de la NBA Development League de 2014 se celebró el día 1 de noviembre de 2014. Constó de ocho rondas.

## Selecciones del draft
| PG | Base | SG | Escolta | SF | Alero | PF | Ala Pívot | C | Pívot |

| ^ | Denota jugador que ha sido seleccionado para un NBA Development League All-Star Game(s)                                         |
| * | Denota jugador que ha sido seleccionado para un NBA Development League All-Star Game(s) y también elegido en el Draft de la NBA |
| † | Denota jugador elegido también en el Draft de la NBA                                                                            |

### Primera ronda
| Pick | Jugador             | Pos. | Nacionalidad         | Equipo                   | Universidad / Club |
| ---- | ------------------- | ---- | -------------------- | ------------------------ | ------------------ |
| 1    | Robert Covington    | F    | Estados Unidos       | Grand Rapids Drive       | Tennessee State    |
| 2    | Elliot Williams†    | G    | Estados Unidos       | Santa Cruz Warriors      | Memphis            |
| 3    | Erik Murphy†        | F    | Finlandia            | Austin Spurs             | Florida            |
| 4    | Carrick Felix†      | G    | Estados Unidos       | Santa Cruz Warriors      | Arizona State      |
| 5    | Ben Hansbrough      | G    | Estados Unidos       | Grand Rapids Drive       | Notre Dame         |
| 6    | Miloš Milisavljević | G    | Serbia               | Texas Legends            | Serbia             |
| 7    | Tre Bussey          | G    | Estados Unidos       | Idaho Stampede           | Georgia Southern   |
| 8    | Robert Vaden†       | G    | Estados Unidos       | Bakersfield Jam          | UAB                |
| 9    | Marquis Teague†     | G    | Estados Unidos       | Oklahoma City Blue       | Kentucky           |
| 10   | Joonas Cavén        | F    | Finlandia            | Reno Bighorns            | Finlandia          |
| 11   | Brady Heslip        | G    | Canadá               | Reno Bighorns            | Baylor             |
| 12   | Michael Dunigan     | C    | Estados Unidos       | Canton Charge            | Oregon             |
| 13   | Melvin Johnson III  | G    | Estados Unidos       | Santa Cruz Warriors      | Arkansas State     |
| 14   | Chane Behanan       | F    | Estados Unidos       | Rio Grande Valley Vipers | Louisville         |
| 15   | Fuquan Edwin        | F    | Estados Unidos       | Sioux Falls Skyforce     | Seton Hall         |
| 16   | Damien Wilkins      | G    | Estados Unidos       | Iowa Energy              | Georgia            |
| 17   | Eloy Vargas         | F    | República Dominicana | Los Angeles D-Fenders    | Kentucky           |
| 18   | Justin Jackson      | F    | Estados Unidos       | Rio Grande Valley Vipers | Cincinnati         |

### Segunda ronda
| Pick | Jugador            | Pos. | Nacionalidad   | Equipo                   | Universidad / Club  |
| ---- | ------------------ | ---- | -------------- | ------------------------ | ------------------- |
| 1    | D. J. Seeley       | G    | Estados Unidos | Delaware 87ers           | Cal State Fullerton |
| 2    | Daniel Coursey     | F    | Estados Unidos | Erie Bayhawks            | Mercer              |
| 3    | Andre Emmett†      | G    | Estados Unidos | Fort Wayne Mad Ants      | Texas Tech          |
| 4    | Asauhn Dixon-Tatum | C    | Estados Unidos | Maine Red Claws          | Auburn              |
| 5    | Omondi Amoke       | F    | Estados Unidos | Grand Rapids Drive       | Cal State Fullerton |
| 6    | Nick Barbour       | G    | Estados Unidos | Texas Legends            | High Point          |
| 7    | John Bohannon      | C    | Estados Unidos | Erie Bayhawks            | UTEP                |
| 8    | Naadir Tharpe      | G    | Estados Unidos | Los Angeles D-Fenders    | Kansas              |
| 9    | Yuki Togashi       | G    | Japón          | Santa Cruz Warriors      | Japón               |
| 10   | Joseph Bertrand    | G    | Estados Unidos | Westchester Knicks       | Illinois            |
| 11   | Tristan Spurlock   | F    | Estados Unidos | Canton Charge            | UCF                 |
| 12   | Jamal Jones        | G    | Estados Unidos | Delaware 87ers           | Texas A&M           |
| 13   | TrayVonn Wright    | F    | Estados Unidos | Santa Cruz Warriors      | North Dakota State  |
| 14   | Tristan Carey      | G    | Estados Unidos | Rio Grande Valley Vipers | Longwood            |
| 15   | Michael Williams   | G    | Estados Unidos | Sioux Falls Skyforce     | Cal State Fullerton |
| 16   | Manny Atkins       | F    | Estados Unidos | Sioux Falls Skyforce     | Georgia State       |
| 17   | Sebastian Koch     | G    | Alemania       | Delaware 87ers           | Elon                |
| 18   | Quinton Doggett    | F    | Estados Unidos | Idaho Stampede           | Southern            |